# Банђаланг
Банђаланзи су староседелачки народ источне обале Аустралије, тачније приобаља североисточног Новог Јужног Велса. Банђаланшка традиционална територија се налази у близини Сиднеја, од кога је удаљена 550 km. Данас се на њеном делу налази Национални Парк Банђаланг.
Народ Банђаланг потиче од дела банђалангијских племена, која су употребљавала дијалекте банђаланшког језика (доњоричмондска група банђалангијских дијалеката).
Араквали Бајрон Беја су једно од племена народа Банђаланг.

## Језик
Банђалангијски језици су грана пама-њунганских језика. Састоје се од већег броја дијалеката који чине дијалекатски континуум, ови дијалекти се групишу у 4 кластера. Један од њих је банђаланшки језик (доњоричмондска група банђалангијских дијалеката), који има 4 дијалекта.
Банђалангијски језици имају две необичне особине: један број слогова је јако наглашен, док су други „неразговетни”, друга особина је класификовање полова у 4 рода: (1) мушки (2) женски (3) дрвенасти и (4) ниједан.

## Земља
Према Норману Тиндејлу, банђаланшка земља је обухватала површину од 6.000 km², а налазила се источно од средњег тока Кларенс Ривер и северно од њеног доњег тока, простирала се око доњег тока реке Ричмонд Ривер (на чијој обали се налази град Балина), у унутрашњости (на западу) се протезала до села Табулам и Барјугил, која се налазе у близини средњег тока реке Кларенс Ривер. Земља приобалне банђаланшке хорде (или племена) Вијабал није допирала даље од села Репвил.